# Boeing 720
A Boeing 720 négyhajtóműves, keskenytörzsű, rövid és közepes hatótávolságú utasszállító repülőgép. A Boeing tervezte az 1950-es évek végén kifejlesztett Boeing 707-es rövidített törzsű, kisebb hatótávolságú változataként. A 720-as 1959-ben repült először, majd a United Airlines állította forgalomba 1960-ban.
Bár a Boeing 720/720B típusból összesen csak 154 épült meg, ennek ellenére az alacsony kutatási és fejlesztési költségeinek köszönhetően nyereséges volt, lévén a 707-120-as típus kissé módosított változata.
A modellt később a Boeing 727-es váltotta fel.

## Lásd még
Kapcsolódó fejlesztés
- Boeing 367-80
- Boeing 707
- Boeing C-135 Stratolifter
- Boeing KC–135 Stratotanker

Hasonló repülőgépek
- Convair 880
- Tu–114